# Leonid Abalkin
Leonid Abalkin , ((russisk) Леони́д Ива́нович Аба́лкин tr. Leonid Ivanovitj Abalkin ; født 5. maj 1930 i Moskva, død 2. maj 2011 smst.) var en russisk økonom. 
Abalkin blev udnævnt til direktør ved Instituttet for økonomi ved Sovjetunionens akademi for videnskab i 1986. Abalkin var medlem af Den Øverste Sovjet i Sovjetunionen med et specielt ansvar for økonomiske anliggender. Abalkin arbejdede senere som rådgiver for præsident Mikhail Gorbatjov og senere for Boris Jeltsin da han var præsident. Under præsident Mikhail Gorbatjovs styre var Abalkin en af de store forkæmpere for en hurtig økonomisk reform.
Abalkin var præsident for International N. D. Kondratiev Foundation.